# エリック・クレイ
エリック・ショーン・ブラサス・クレイ（Eric Shauwn Brazas Cray、1988年11月6日 ‐ ）は、フィリピン出身でアメリカ合衆国在住の陸上競技選手。専門はハードルと短距離走。400mハードルの48秒98、100mの10秒25、60mの6秒57など、複数種目でフィリピン記録を保持している。2016年リオデジャネイロオリンピック男子400mハードルのセミファイナリストである。

## 経歴

### 2012年まで
スービック海軍基地に所属していた元アメリカ海軍将校の父親、フィリピン人の母親の下、フィリピンのサンバレス州オロンガポ (en) に生まれたが、2歳の時にアメリカ合衆国に移り住んだ。4人の兄弟姉妹を持つ。
陸上競技はテキサス州サンアントニオのジェームス・マディソン高校 (en) に進学してから始めた。高校時代は300mハードルで州選手権3位、110mハードルと300mハードルで地域チャンピオンや地区チャンピオンに輝くなど活躍した。
高校卒業後は最初にベスーン＝クックマン大学 (en) 、その後オクラホマ大学に進学した。ベスーン＝クックマン大学時代は4×100mリレーで2009年全米学生選手権（NCAA選手権）に出場を果たしたが（結果は予選敗退）、本職の400mハードルでは東地区予選に3度の出場を果たすも本大会の出場権を獲得できなかった。オクラホマ大学時代の2012年には400mハードルと4×100mリレーで全米学生選手権出場（結果はともに予選敗退）、ビッグ12カンファレンス選手権では400mハードルで3位、4×100mリレーと4×400mリレーでそれぞれ6位と5位に入るなど活躍した。
母親の勧めでフィリピン代表として競技することを決め、2012年12月31日からフィリピン代表として競技している。

### 2013年
世界大会デビューとなった8月のモスクワ世界選手権だったが、12日の男子400mハードル予選で52秒45の組7着に終わり、自己ベスト（50秒46）には程遠いタイムで予選敗退に終わった。

### 2014年
2月15日のアジア室内選手権 (en) 男子60mでは予選6秒77、決勝6秒75と両ラウンドでフィリピン新記録（当時）を樹立したが、メダルには0秒07届かず5位に終わった。
9月30日のアジア大会男子400mハードル予選で自己ベストおよびフィリピン新記録（ともに当時）の50秒00をマークし、全体2位のタイムで翌日の決勝に進出した。1994年広島大会の女子走幅跳で銅メダルを獲得したエルマ・ムロス以来、フィリピン勢20年ぶりのメダル獲得を期待されたが、決勝は51秒47とタイムを落とし6位に終わった。

### 2015年
6月9日の東南アジア大会 (en) 男子100m予選を10秒28（+0.3）のフィリピン新記録で突破すると、迎えた決勝はフィリピン記録を更に縮める10秒25（0.0）で制した。翌日の男子400mハードル決勝ではChanon Keanchanの持つ大会記録（49秒76）を20年ぶりに更新する49秒40で2連覇を飾り、100mとの2冠を達成した。
8月22日の北京世界選手権男子400mハードル予選では50秒04の組6着に終わり、2大会連続で予選敗退に終わった。

### 2016年
2月19日のアジア室内選手権 (en) 男子60m準決勝で6秒57の大会新記録（当時）およびフィリピンタイ記録を樹立。決勝では6秒70とタイムを落としたものの、ハサン・タフティアン（6秒56）、レザ・ガセミ（6秒66）に次ぐ3位に入り、アジア地域の大会で初のメダルとなる銅メダルを獲得した。
室内の世界大会デビューとなった3月の世界室内選手権 (en) では、18日の男子60m予選を6秒64で突破。女子も含め60mではフィリピン勢初のセミファイナリストとなったが、準決勝は6秒67とタイムを落とし敗退した。
6月23日のワールドチャレンジミーティングス・マドリード国際 (en) 男子400mハードルで自己ベストおよびフィリピン記録（49秒12）を更新する48秒98をマークし、48秒台に突入した。
オリンピックデビューとなった8月のリオデジャネイロオリンピックでは、15日の男子400mハードル予選を自己ベスト（48秒98）に迫る49秒05で突破し、この種目では初の世界大会セミファイナリストとなった（準決勝は49秒37で敗退）。

### 2017年
7月8日のアジア選手権 (en) 男子400mハードル決勝を49秒57で制し、初のアジアチャンピオンに輝いた。この種目でのフィリピン勢の金メダル獲得は、1973年マニラ大会のAbdulkadir Guiapar以来44年ぶり、全ての種目を通じても2009年広州大会女子走幅跳のマレステラ・トレス以来8年ぶりの快挙となった。また、クレイはロンドン世界選手権の参加標準記録（49秒35）をまだ破っていなかったが、今回の優勝によりエリアチャンピオンのワイルドカードを獲得した。
世界陸上では予選でフライングで失格となり、涙を流してピッチを去った。

## 人物・エピソード
2015年東南アジア大会 (en) の時に、戦時中を意味する上下逆さのフィリピン国旗が縫い付けられたユニフォームを着用したことで話題となった。サプライヤーのエラーによるものだったが、クレイと同じくアメリカ合衆国を拠点に活動しているカイラ・リチャードソン（Kayla Richardson）も気づかずにそのユニフォームを着用していた。

## 自己ベスト
記録欄の（　）内の数字は風速（m/s）で、+は追い風を意味する。
| 種目  | 記録          | 年月日                      | 場所                | 備考               |
| 屋外  | 屋外          | 屋外                        | 屋外                | 屋外               |
| ----- | ------------- | --------------------------- | ------------------- | ------------------ |
| 100m  | 10秒25 (0.0)  | 2015年6月9日                | シンガポール        | フィリピン記録     |
| 200m  | 21秒25 (+0.1) | 2017年3月25日               | エルパソ            |                    |
| 110mH | 14秒17 (+1.5) | 2013年5月31日               | パシッグ            | 元フィリピン記録   |
| 400mH | 48秒98        | 2016年6月23日               | マドリード          | フィリピン記録     |
| 室内  |               |                             |                     |                    |
| 50m   | 5秒76         | 2017年1月27日               | サスカトゥーン      | 室内フィリピン記録 |
| 60m   | 6秒57         | 2015年2月14日 2016年2月19日 | アルバカーキ ドーハ | 室内フィリピン記録 |
| 200m  | 21秒31        | 2015年2月13日               | アルバカーキ        | 室内フィリピン記録 |
| 400m  | 48秒28        | 2015年2月6日                | アルバカーキ        |                    |
| 60mH  | 7秒86         | 2014年1月24日               | アルバカーキ        | 室内フィリピン記録 |

## 主要大会成績
備考欄の記録は当時のもの
| 年   | 大会                        | 場所             | 種目    | 結果   | 記録          | 備考                                      |
| ---- | --------------------------- | ---------------- | ------- | ------ | ------------- | ----------------------------------------- |
| 2013 | アジア選手権                | プネー           | 110mH   | 予選   | 14秒31 (+0.3) |                                           |
| 2013 | アジア選手権                | プネー           | 400mH   | 決勝   | DNF           | 予選51秒83                                |
| 2013 | 世界選手権                  | モスクワ         | 400mH   | 予選   | 52秒45        |                                           |
| 2013 | 東南アジア大会 (en)         | ネピドー         | 110mH   | 6位    | 14秒34 (-0.3) |                                           |
| 2013 | 東南アジア大会 (en)         | ネピドー         | 400mH   | 優勝   | 51秒29        |                                           |
| 2014 | アジア室内選手権            | 杭州             | 60m     | 5位    | 6秒75         | 室内フィリピン記録                        |
| 2014 | アジア室内選手権            | 杭州             | 60mH    | 予選   | 8秒97         |                                           |
| 2014 | アジア大会                  | 仁川             | 400mH   | 6位    | 51秒47        | 予選50秒00：フィリピン記録                |
| 2015 | 東南アジア大会 (en)         | シンガポール     | 100m    | 優勝   | 10秒25 (0.0)  | フィリピン記録                            |
| 2015 | 東南アジア大会 (en)         | シンガポール     | 400mH   | 優勝   | 49秒40        | 大会記録                                  |
| 2015 | 世界選手権                  | 北京             | 400mH   | 予選   | 50秒04        |                                           |
| 2016 | アジア室内選手権            | ドーハ           | 60m     | 3位    | 6秒70         | 準決勝6秒57：室内フィリピン記録・大会記録 |
| 2016 | 世界室内選手権              | ポートランド     | 60m     | 準決勝 | 6秒67         |                                           |
| 2016 | オリンピック                | リオデジャネイロ | 400mH   | 準決勝 | 49秒37        |                                           |
| 2017 | アジア選手権                | ブバネーシュワル | 400mH   | 優勝   | 49秒57        |                                           |
| 2017 | 世界選手権                  | ロンドン         | 400mH   | 予選   | DQ            | フライング                                |
| 2017 | 東南アジア大会 (en)         | クアラルンプール | 100m    | 2位    | 10秒43 (0.0)  |                                           |
| 2017 | 東南アジア大会 (en)         | クアラルンプール | 400mH   | 優勝   | 50秒03        |                                           |
| 2017 | 東南アジア大会 (en)         | クアラルンプール | 4x100mR | 3位    | 39秒11 (3走)  |                                           |
| 2017 | アジアインドアゲームズ (en) | アシガバート     | 60m     | 2位    | 6秒63         |                                           |
| 2018 | 世界室内選手権              | バーミンガム     | 60m     | 予選   | 6秒81         |                                           |